# تائولانت ژاکا

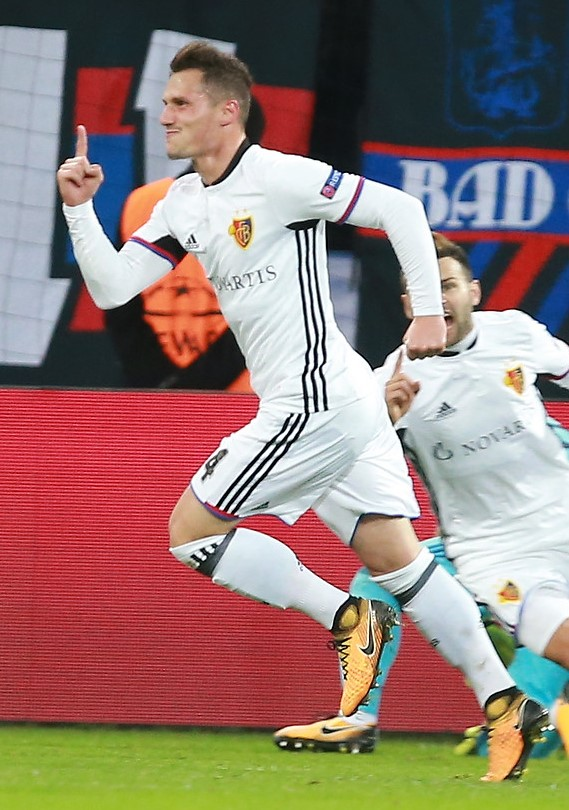
تائولانت رجب ژاکا در سال ۲۰۱۷

تائولانت رجب ژاکا (متولد ۲۸ مارس ۱۹۹۱) بازیکن فوتبال حرفه‌ای آلبانیایی است که به عنوان یک هافبک برای باشگاه بازل و تیم ملی آلبانی می‌کند.

## اوایل زندگی
تائولانت برادر گرانیت ژاکا است. گرانیت یک بازیکن فوتبال حرفه‌ای است و برای آرسنال و سوئیس بازی می‌کند. خانواده آن‌ها از پریشتینا به بازل در سوئیس قبل از تولد آن‌ها مهاجرت کرده‌بودند. زیرا کشورشان، کوزوو، درگیر شورش و جنگ بود.

## انتخاب تیم ملی

### در سطح جوانان
تائولانت در بازی‌های برگزار شده تیم جوانان تیم ملی سوییس در زیر ۱۷ سال حضور داشت. او در مسابقات یوفای زیر ۱۷ سال در سال ۲۰۰۸ که در آنتالیا، ترکیه برگزار می‌شد، حضور داشت. طی سال‌های ۲۰۰۹ و ۲۰۱۰ او در سوئیس U-18 و سوئیس U-19 بازی کرد. او در سوئیس U-20 هم سابقه بازی داشت.

### کوزوو و آلبانی
منطقه کوزوو زمانی که برادران ژاکا به دوران فوتبال خود رسیدند، تیم ملی نداشت و تیم ملی فوتبال کوزوو برای مقدماتی جام جهانی ۲۰۱۸ نخستین حضورش را در مسابقات رسمی تجربه کرد؛ لذا پیش از آن بازیکنان اهل کوزوو بایستی در کشور دیگری بازی می‌کردند. هم‌اکنون نیز کسانی که اهل کوزوو هستند ولی پیش‌تر در تیم ملی دیگری بازی کرده‌اند، حق بازی کردن برای کوزوو را ندارند. ژاکا نیز شامل این شرایط می‌باشد.
در مارس ۲۰۱۳ رسانه‌ها گزارش دادند که تائولانت ژاکا می‌خواهد با تیم ملی آلبانی تماس برقرار کند. تائولانت بعدها در مصاحبه‌ای تأیید کرد که قطعاً به آلبانی خواهد پیوست. در اکتبر ۲۰۱۳ به انتخاب خود بازی برای تیم آلبانی را پذیرفت در حالی که برادرش گفت نمی‌خواهد اشتباه او را تکرار کند و در تیم ملی سوئیس بازی می‌کند و به تائولانت هم پیشنهاد کرده بود که این کار را نکند.
در ۱۸ دسامبر ۲۰۱۳، تائولانت ژاکا تابعیت و حق شهروندی آلبانی را پذیرفت و قادر به بازی برای تیم ملی فوتبال کشورش شد.

#### یوفا مقدماتی یورو ۲۰۱۶ فرانسه
وقتی که سوئیس و آلبانی در یورو ۲۰۱۶ رو در رو قرار گرفت، بسیاری از این مسابقه به عنوان «بازی جامعه مهاجرین کوزوویی در سوئیس» نام بردند. ۷ بازیکن سوئیسی در آن مسابقه از جمله گرانیت ژاکا دارای تبار کوزوویی بودند. ۱۱ بازیکن آلبانی نیز در سوئیس به دنیا آمده یا رشد کرده بودند از جمله تولانت برادر گرانیت ژاکا.

## آمار حرفه‌ای

### باشگاه
| باشگاه    | فصل     | لیگ                   | لیگ  | لیگ | جام  | جام | Continental | Continental | مجموع | مجموع |
| باشگاه    | فصل     | سطح                   | بازی | گل  | بازی | گل  | بازی        | Goals       | Apps  | Goals |
| --------- | ------- | --------------------- | ---- | --- | ---- | --- | ----------- | ----------- | ----- | ----- |
| بازل ب    | ۲۰۰۸–۰۹ | 1. Liga Promotion     | ۱۱   | ۱   | —    | —   | —           | —           | ۱۱    | ۱     |
| بازل ب    | ۲۰۰۹–۱۰ | 1. Liga Promotion     | ۲۳   | ۲   | —    | —   | —           | —           | ۲۳    | ۲     |
| بازل ب    | ۲۰۱۰–۱۱ | 1. Liga Promotion     | ۱۶   | ۳   | —    | —   | —           | —           | ۱۶    | ۳     |
| بازل ب    | Total   | Total                 | ۵۰   | ۶   | —    | —   | —           | —           | ۵۰    | ۶     |
| بازل      | ۲۰۱۰–۱۱ | سوپر لیگ فوتبال سوئیس | ۶    | ۰   | ۳    | ۰   | ۰           | ۰           | ۹     | ۰     |
| بازل      | ۲۰۱۱–۱۲ | سوپر لیگ فوتبال سوئیس | ۵    | ۰   | ۲    | ۰   | 2           | ۰           | ۹     | ۰     |
| بازل      | Total   | Total                 | ۱۱   | ۰   | ۵    | ۰   | ۲           | ۰           | ۱۸    | ۰     |
| گراس هاپر | ۲۰۱۱–۱۲ | سوپر لیگ فوتبال سوئیس | ۱۳   | ۰   | ۱    | ۰   | —           | —           | ۱۴    | ۰     |
| گراس هاپر | ۲۰۱۲–۱۳ | سوپر لیگ فوتبال سوئیس | ۲۵   | ۰   | ۴    | ۰   | —           | —           | ۲۹    | ۰     |
| گراس هاپر | Total   | Total                 | ۳۸   | ۰   | ۵    | ۰   | —           | —           | ۴۳    | ۰     |
| بازل      | ۲۰۱۳–۱۴ | سوپر لیگ فوتبال سوئیس | ۲۳   | ۲   | ۴    | ۰   | 15          | ۰           | ۴۲    | ۲     |
| بازل      | ۲۰۱۴–۱۵ | سوپر لیگ فوتبال سوئیس | ۲۹   | ۱   | ۴    | ۰   | ۷           | ۰           | ۴۰    | ۱     |
| بازل      | ۲۰۱۵–۱۶ | سوپر لیگ فوتبال سوئیس | ۲۴   | ۰   | ۱    | ۰   | 12          | ۰           | ۳۷    | ۰     |
| بازل      | ۲۰۱۶–۱۷ | سوپر لیگ فوتبال سوئیس | ۱۷   | ۰   | ۱    | ۰   | ۶           | ۰           | ۲۴    | ۰     |
| بازل      | Total   | Total                 | ۹۳   | ۳   | ۱۰   | ۰   | ۳۰          | ۰           | ۱۳۳   | ۳     |
| مجموع     | مجموع   | مجموع                 | ۱۹۲  | ۹   | ۲۰   | ۰   | ۳۲          | ۰           | ۲۴۴   | ۹     |

1. ↑  All appearance(s) in UEFA Champions League
2. ↑  Ten appearances in UEFA Champions League, five in UEFA Europa League
3. ↑  Two appearances in UEFA Champions League, ten in UEFA Europa League

### بین‌المللی
| تیم ملی فوتبال آلبانی | تیم ملی فوتبال آلبانی | تیم ملی فوتبال آلبانی |
| سال                   | بازی                  | گل                    |
| --------------------- | --------------------- | --------------------- |
| ۲۰۱۴                  | ۳                     | ۰                     |
| ۲۰۱۵                  | ۷                     | ۰                     |
| ۲۰۱۶                  | ۸                     | ۰                     |
| مجموع                 | ۱۸                    | ۰                     |

## افتخارات
بازل
- سوپر لیگ فوتبال سوئیس: ۲۰۱۰–۱۱، ۲۰۱۳–۱۴، ۲۰۱۴–۱۵، ۲۰۱۵–۱۶، ۲۰۱۶–۱۷
- جام حذفی فوتبال سوئیس: ۲۰۱۳–۱۴، ۲۰۱۴–۱۵
- جام Uhren: 2011, 2013

گراس هاپر
- جام حذفی فوتبال سوئیس: ۲۰۱۲–۱۳
- سوپر لیگ فوتبال سوئیس Runner-up: 2012-13

بازل U-18